# Ernst von Brandenburg
Ernst von Brandenburg (ur. 18 stycznia 1617, zm. 4 października 1642) – margrabia brandenburski i tytularny książę Karniowa (Jägerndorf) z dynastii Hohenzollernów.
Ernst był najmłodszym dzieckiem margrabiego Jana Jerzego (1577-1624) i jego małżonki Ewy Krystyny wirtemberskiej (1590–1657). Cesarz zarekwirował w 1621 roku leżące na Śląsku księstwo z powodu poparcia, jakiego udzielił Jan Jerzy powstańcom czeskim.
Ernst spędził sporą część swoich lat młodzieńczych na podróżach po Włoszech, Francji i Niemczech. Za oddaniem księstwa Ernestowi wstawiał się u cesarza podczas rozmów pokojowych w Pradze w roku 1635 jego dalszy kuzyn elektor Jerzy Wilhelm. Około roku 1640 przybył Ernst na dwór elektora w Królewcu, po czym otrzymał nominację na namiestnika Marchii Brandenburskiej. Pod koniec roku 1641 zaręczył się z Luise Charlotte, córką elektora. O jej rękę starał się też od roku 1639 Filip Wilhelm, książę Palatynatu-Neuburga. Jednakże nowy elektor Fryderyk Wilhelm rozstrzygnął rywalizację na korzyść Ernsta, co doprowadziło do ochłodzenia stosunków z Neuburgiem. Krótko przed ślubem, a w niecały rok po wybuchu choroby umysłowej Ernst zmarł. Prawa dziedziczne do księstwa karniowskiego nabyła linia elektorska Hohenzollernów (te odgrywały później rolę w wojnach śląskich).  